# Luftlandebataillon Dallwitz
Das Luftlandebataillon zur besonderen Verfügung „Dallwitz“ (belarussisch Беларускі дэсантны батальён „Дальвіц“) war ein aus belarussischen Freiwilligen bestehender Verband in der deutschen Wehrmacht, der in der Endphase des Deutsch-Sowjetischen Krieges aufgestellt wurde und für den Partisanenkampf im Hinterland der Roten Armee konzipiert war.

## Entstehung und Einsatzkonzept
Das Bataillon wurde im Juli 1944 im ehemaligen Lager des Reichsarbeitsdiensts in Dallwitz bei Insterburg in Ostpreußen aufgestellt. Es war der Abwehr (Abwehrkommando bzw. Frontaufklärungs-Kommando 203) unterstellt und umfasste ehemalige Mitglieder der Weißruthenischen Heimwehr, die kurz nach der sowjetischen Rückeroberung von Belarus im Zuge der Operation Bagration aufgelöst worden war. Das Lager wurde für Kommandotruppen der Belarussischen Unabhängigen Partei eingerichtet. Die Einheit stand unter dem Kommando der belarussischen Nationalisten Barys Rahulja, Hauptmann Usewalad Rodska (zuständig für politische Angelegenheiten) und Major Iwan Helda (zuständig für militärische Angelegenheiten). Auf deutscher Seite wurde sie bis zum November 1944 von Major Georg Gerullis geleitet. Bis zum Ende des Jahres 1944 umfasste das Bataillon ca. 200 Soldaten, die in eine für Nordbelarus und eine für Südbelarus zuständige Gruppe aufgeteilt wurden. Die belarussischen Soldaten wurden durch deutsche Ausbilder im Kampf hinter den feindlichen Linien geschult. Die Ausbildung umfasste den Betrieb von Funkstationen, die Handhabung verschiedener Infanteriewaffen, den Umgang mit Sprengstoff und den Bau getarnter Stellungen und Unterstände. Die Soldaten des Bataillons sollten mit dem Fallschirm über dem sowjetisch besetzten Territorium von Belarus abspringen und dann einen Guerillakrieg gegen die Rote Armee beginnen.

## Offiziere des Luftlandebataillons
Folgende Offiziere, die im Luftlandebataillon Dallwitz dienten, sind bekannt:
- Major Michal Wituschka
- Major Iwan Helda
- Major Dimitri Kosmowicz
- Hauptmann Usewalad Rodska
- Leutnant Hleb Bogdanowitsch
- Leutnant Iwan Ginko
- Leutnant Augen Schychar
- Leutnant Michail Suj
- Leutnant Leon Luzkewitsch
- Leutnant Juryj Luzkewitsch
- Offizier Michas Hanko

## Einsatzgeschichte
In der zweiten Hälfte des Jahres 1944 wurden von der Abwehr verschiedene Kommandounternehmen in den ehemals von der Wehrmacht besetzten Gebieten gestartet (Unternehmen Zeppelin, Kampfgruppe Scherhorn). Auch Angehörige des Bataillons „Dallwitz“ wurden erstmals auf belarussischem Gebiet abgesetzt. Einige der Insurgenten wurden durch NKWD-Einheiten sofort oder nach kurzer Zeit aufgespürt und getötet, ein Teil der Soldaten konnte sich dauerhaft in den belarussischen Wäldern festsetzen und einen Guerillakrieg gegen die sowjetische Armee starten.
Anfang November 1944 wurde das Bataillon aus Dallwitz nach Bromberg im Reichsgau Danzig-Westpreußen verlegt. Im Januar 1945 erfolgte nach dem Beginn der sowjetischen Winteroffensive eine erneute Verlegung nach Neubrandenburg. Im März 1945 wurde das Bataillon in das Gebiet der Tschechoslowakei verlegt. Die Einheit wurde wahrscheinlich in den SS-Jagdverband Ost eingegliedert.

## Nach dem Ende des Zweiten Weltkrieges
Ende April 1945 wurden die Belarussen von tschechoslowakischen Partisanen entwaffnet und das Bataillon hörte auf zu bestehen. Die Soldaten teilten sich daraufhin in kleine Gruppen und versuchten, durch die von der Roten Armee besetzten Gebiete nach Belarus zu gelangen, um dort antisowjetischen Partisanen zu verstärken. Die Hauptgruppe um Rodska und Helda gelangte im Juni 1945 bis nach Białystok, wo sie von NKWD-Einheiten aufgerieben wurde. Einige ehemalige Angehörige des Bataillons wurden zu Führungspersonen der bis in das Jahr 1956 bestehenden antisowjetischen Guerillabewegung in Belarus. (→Augen Schychar, Аўген Жыхар) Die überwiegende Mehrheit der Angehörigen des Bataillons wurde bei Kämpfen mit sowjetischen Soldaten getötet. Nur wenige Mitglieder der Einheit konnten sich in den Westen absetzen.